# Facu Díaz
Facundio Díaz Troncoso, dit Facu Díaz est un humoriste espagnol d'origine uruguayenne actif sur twitter et qui a présenté l'émission La Tuerka sur Público TV.
Se réclamant politiquement comme communiste, il a été convoqué en 2014 par l'Audience nationale (le tribunal national espagnol qui juge les questions de sécurité et d’offense envers les institutions officielles) pour un sketch où il se moquait des inculpations de membre du Parti Populaire en se mettant une cagoule ; l'Audience nationale l'a jugé pour offense à l'honneur des victimes du terrorisme avant que le juge Javier Gómez Bermúdez ne le relaxe.
Ce cas a suscité une polémique sur la liberté d'expression qui se poursuit à la suite d'autres inculpations et condamnations d'humoristes (comme Toni Albà), élus, ou rappeurs (en particulier César Strawberry, Valtònyc, La Insurjencia, Pablo Hasél).
Il présente depuis une émission politique et de divertissement : No te metas en política (NTMP - littéralement « Ne te mêles pas de politique » -en référence à une célèbre phrase du dictateur Franco qui disait "Faites comme moi, ne vous mêlez pas de politique")